# Poeciloderrhis imperialis
Poeciloderrhis imperialis är en kackerlacksart som beskrevs av Rocha e Silva och Jurberg 1978. Poeciloderrhis imperialis ingår i släktet Poeciloderrhis och familjen jättekackerlackor. Inga underarter finns listade i Catalogue of Life.